# Midgard Vikingsenter

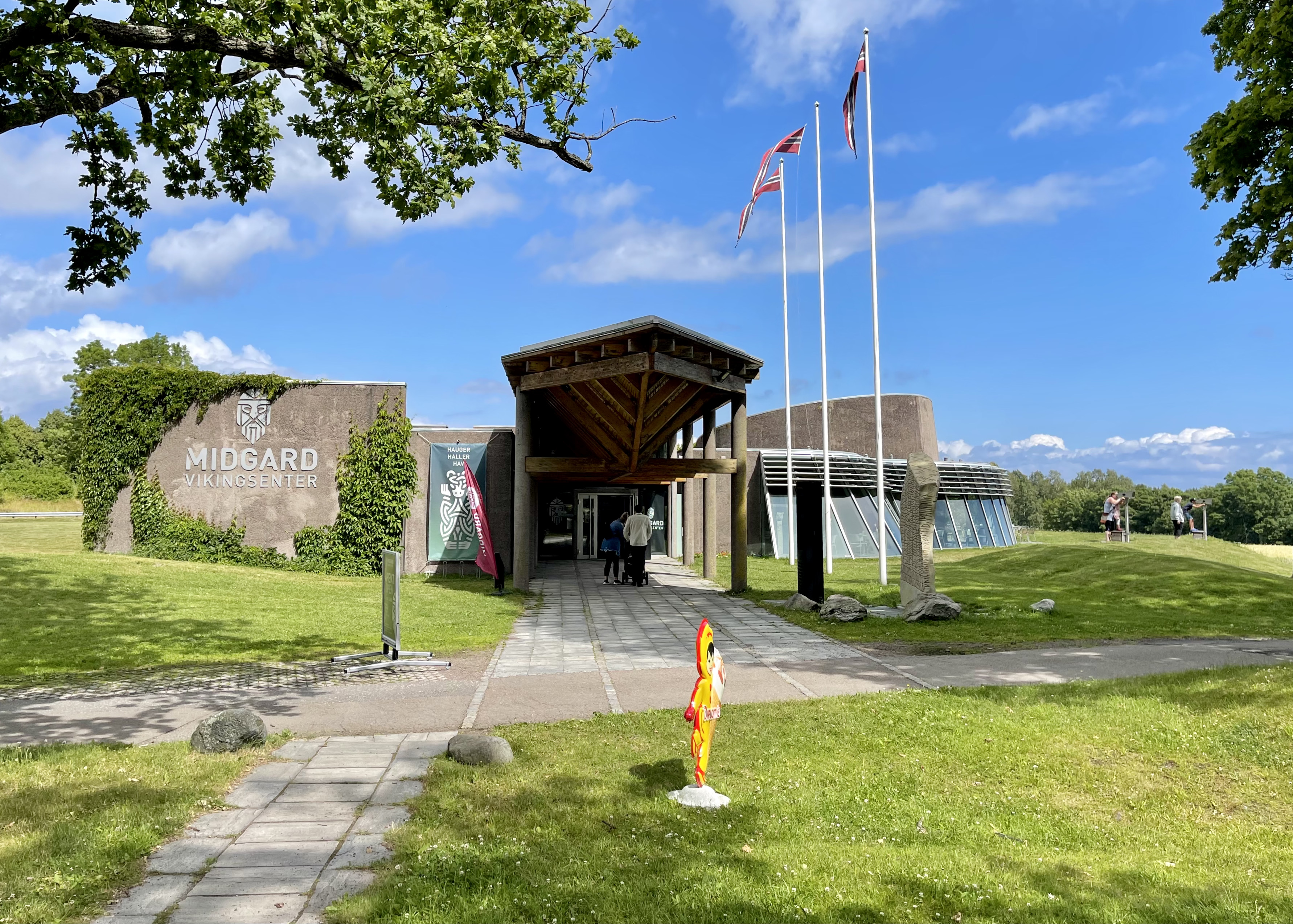
Midgard Vikingsenter

Midgard Vikingsenter (vroeger Midgard Historisk Senter)  is een museum in het Noorse Borre. Het museum werd gesticht in 2000 en belicht de tijd van de Vikingen in Vestfold. Vlakbij ligt Borrehaugene, de grootste verzameling vikinggrafheuvels in Noord-Europa. In 2007 werden sporen gevonden van een groot vikinggebouw, en in 2013 werd die zogenaamde Gildehallen gereconstrueerd.

## Afbeeldingen

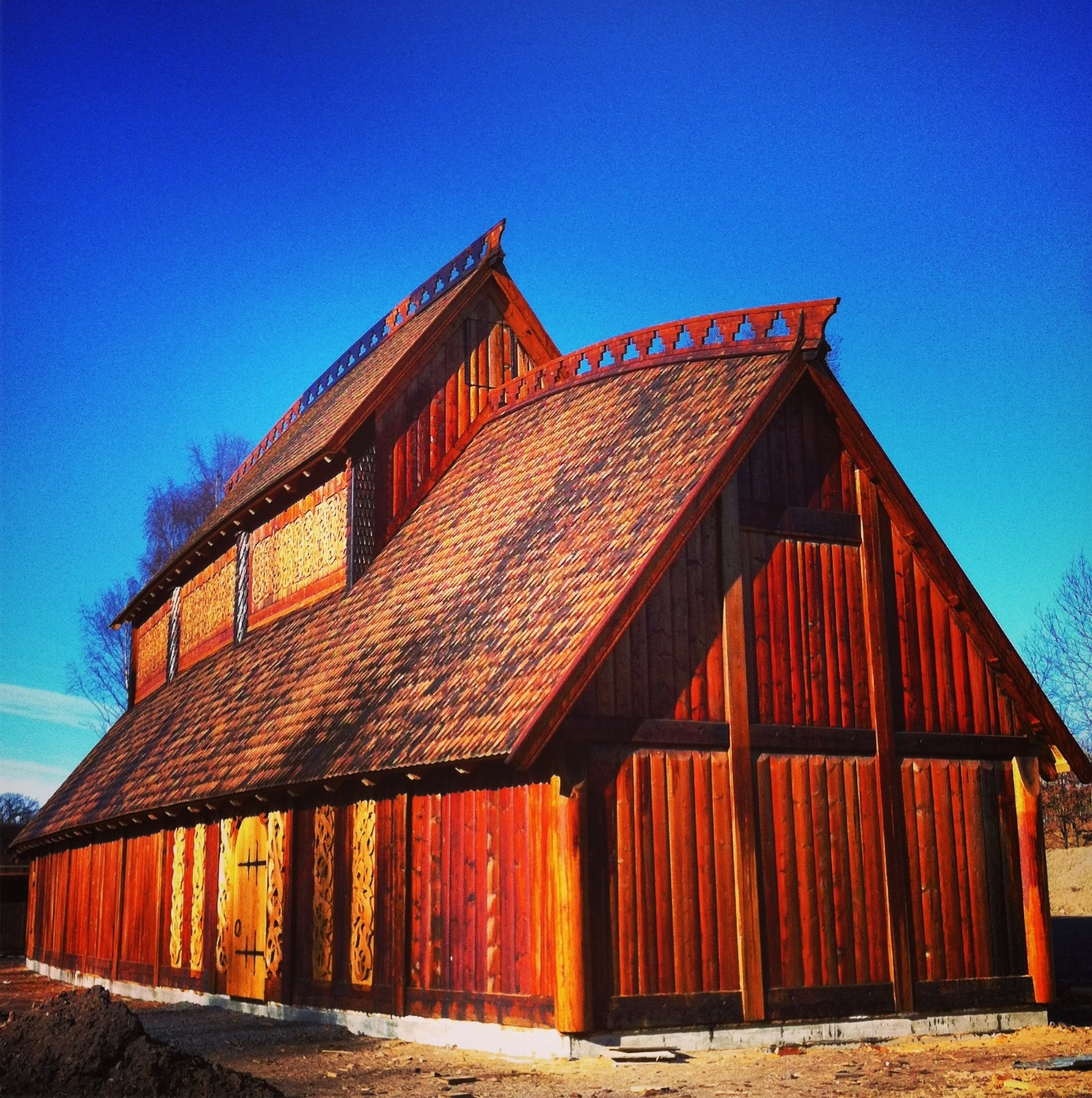
Gildehallen
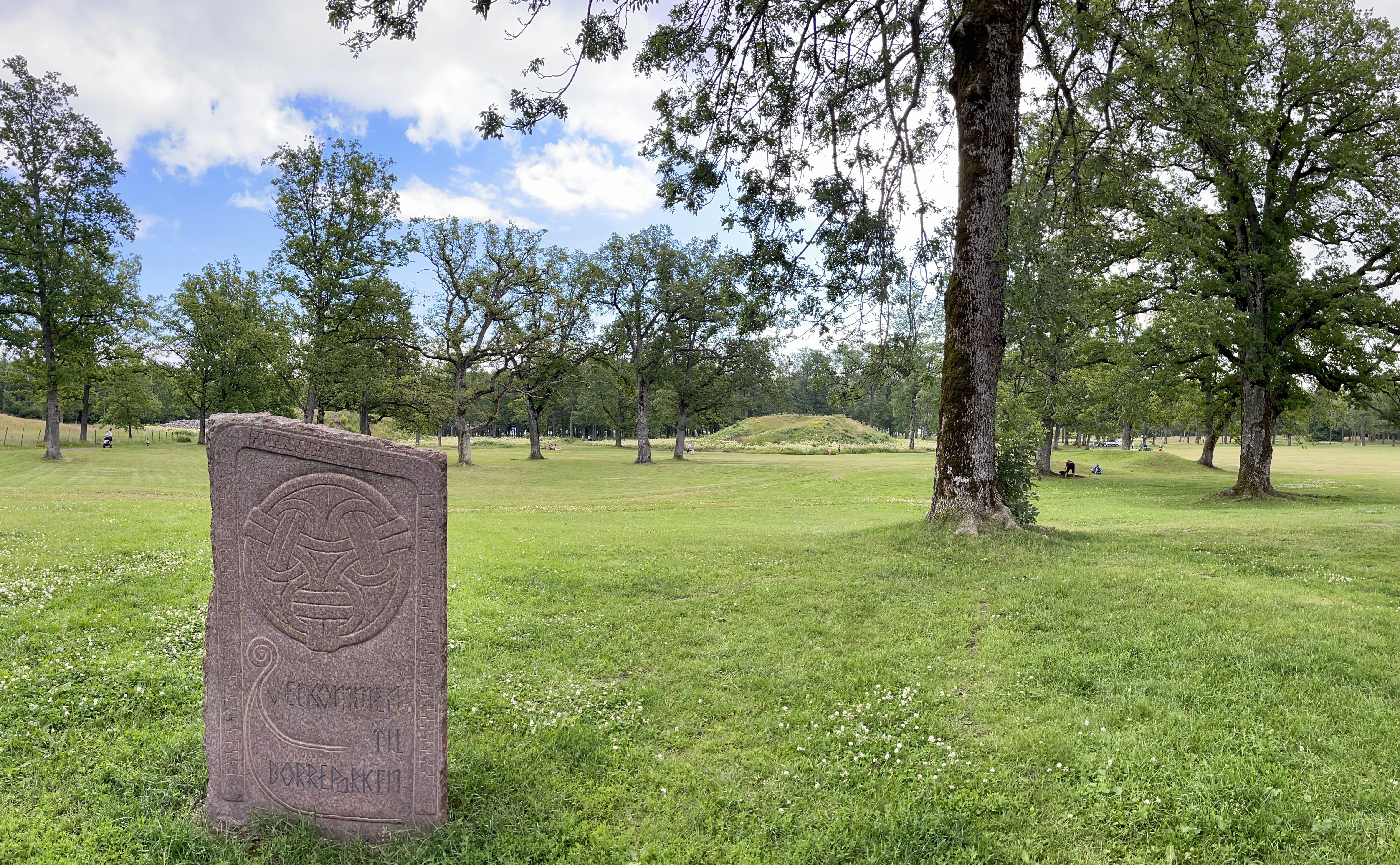
Borrehaugene-grafheuvels